# 西アルプス山脈
西アルプス山脈（にしアルプスさんみゃく、英語: Western Alps）はヨーロッパ・アルプスのうち、イタリアのコモ湖から北へリヒテンシュタインを経てスイス・オーストリア・ドイツ国境のボーデン湖に至る線より西にあるフランスまでの山々を指し、この線の東にある東アルプス山脈に対する呼称である。 

## 西アルプス山脈の分類

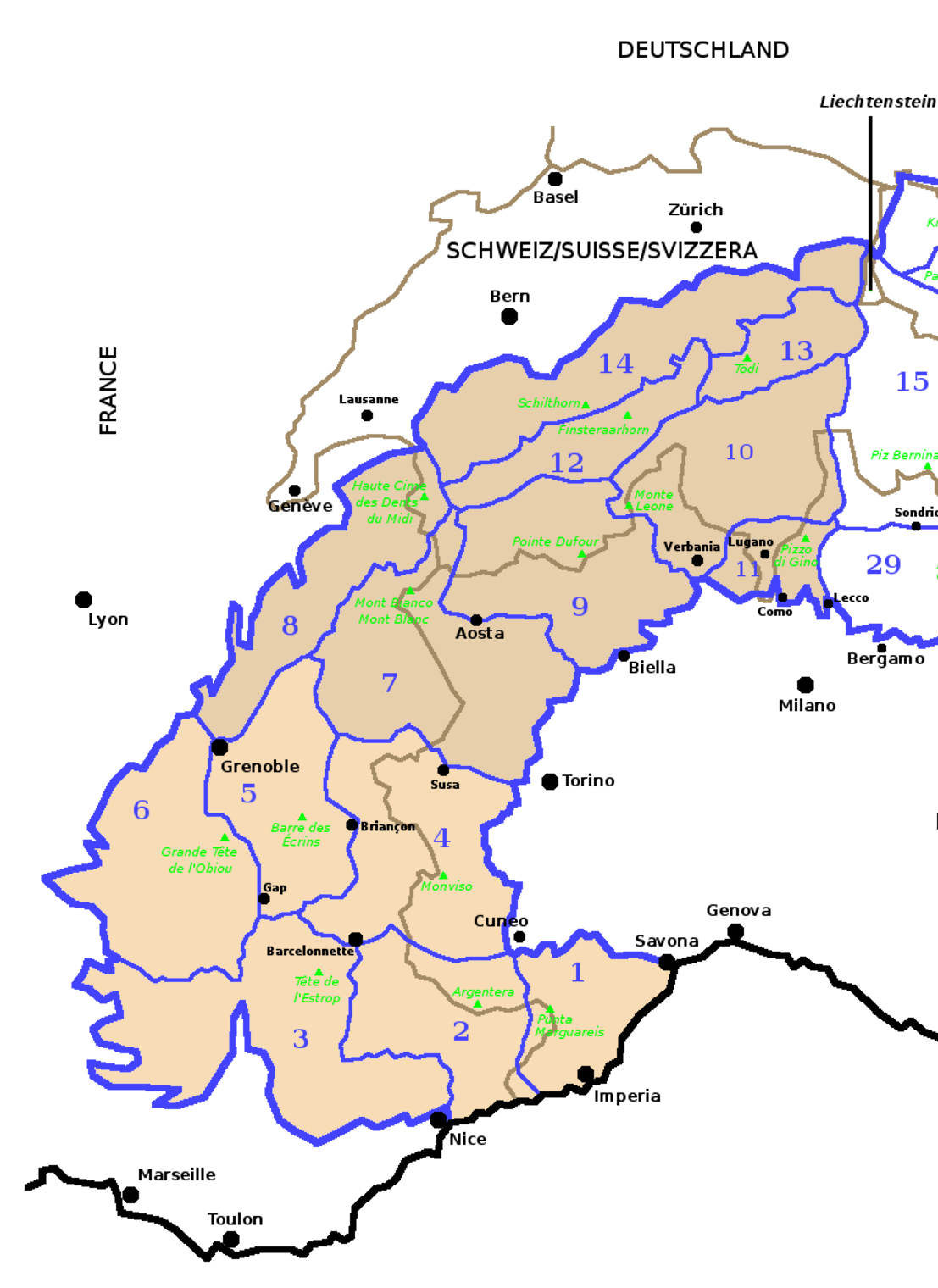
SOIUSAによる西アルプス山脈の分類図

ISMAのアルプス山脈の分類（ ISMA - International Standardized Mountain Subdivision of the Alps）に拠れば、西アルプス山脈は2つに大分類されて、内訳は 
- 南西アルプス山脈 (Southwestern Alps)

リグーリアアルプス山脈 (en: Ligurian Alps)
マリティームアルプス山脈 (en:Maritime Alps)
プロヴァンスアルプス山脈 (en:Provence Alps and Prealps)
コティエンヌアルプス山脈 (en:Cottian Alps) - モンテ・ヴィーゾ など
ドフィネアルプス山脈 (en:Dauphiné Alps)
ドフィネプレアルプス山脈 (en:Dauphiné Prealps)
- 北西アルプス山脈 (Northwestern Alps)

グライエアルプス山脈 (en:Graian Alps)
モンブラン山塊 (en:Mont Blanc massif) - モンブラン、エギーユ・デュ・ミディ、グランド・ジョラス など
中央・東・西グレイエアルプス山脈 - グラン・パラディーゾ など
サヴォアプレアルプス山脈 (en:Savoy Prealps)
ペンニネアルプス山脈 (en:Pennine Alps) - モンテ・ローザ、マッターホルン など
レポンティネアルプス山脈 (en:Lepontine Alps)
ルガーノプレアルプス山脈 (en:Lugano Prealps)
ベルナーアルプス山脈 (en:Bernese Alps) - アイガー、ユングフラウ、メンヒ など
ウルナーアルプス山脈 (en:Urner Alps) - ティトリス など
グラルナーアルプス山脈 (en:Glarus Alps)
スイスプレアルプス山脈 (en:Swiss Prealps)
となる。 

## その他
「西アルプス山脈」の地域以外に、近くに以下の山脈がある。
- ジュラ山脈 (フランス)
- ヴォージュ山脈 (同上)
- 中央高地 (同上)

## 参照項目
- ISMAの西アルプス山脈の分類（英語）
- アルプス山脈
- 東アルプス山脈